# Audio-Technica

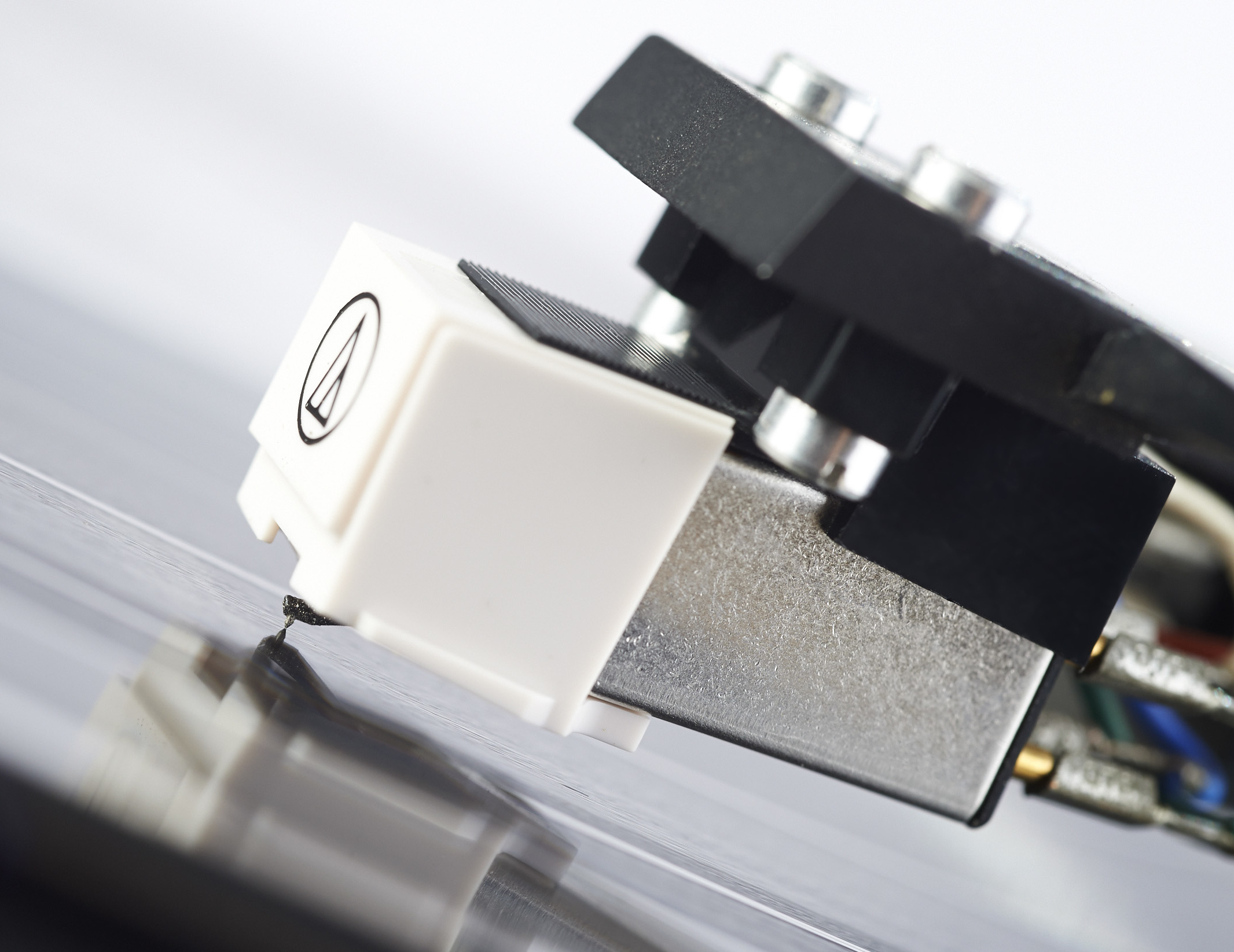
Ein Tonabnehmer von Audio-Technica

Audio-Technica (jap. 株式会社オーディオテクニカ, Kabushiki kaisha Ōdio Tekunika) ist eine weltweit agierende Unternehmensgruppe mit Hauptsitz in Machida (Präfektur Tokio, Japan). Audio-Technica befasst sich mit Entwicklung, Vermarktung und Vertrieb von Audioausrüstung. Ursprünglich bekannt für die Entwicklung von Tonabnehmersystemen für Plattenspieler, fertigt Audio-Technica heute zusätzlich Mikrofone, Kopfhörer, Drahtlossysteme, Mischer sowie andere elektronische Produkte für Bühne, Studio- und Heimbereich. Audio-Technica stellt außerdem Tonabnehmer für andere Firmen her. Aktuell beschäftigt das Unternehmen 5.000 Mitarbeiter weltweit, davon rund 15 Mitarbeiter in der deutschen Niederlassung in Wiesbaden.

## Geschichte
Die Audio-Technica Corporation wurde im Jahr 1962 von Hideo Matsushita in Tokio, Shinjuku-ku, gegründet. Das HiFi-Tonabnehmersystem AT-1 war das erste Produkt, das die Audio-Technica Corporation auf den Markt brachte und an Hersteller von Audiokomponenten in Japan auslieferte. 1963 machten steigende Umsätze und wachsendes Geschäftsaufkommen den Umzug auf ein neues Unternehmensgelände erforderlich. Der Verkauf des Tonabnehmers AT-5 MM und des halb-integrierten Tonarms AT-1001 begann.
1964 entwickelte das Unternehmen seine erste elliptische Diamantnadel, speziell anwendbar für die ebenfalls neu eingeführten Systeme AT-3X und AT-5X. 1967 begann das Unternehmen mit der Auslieferung von Vibrations-Testgeräten an Messgeräte-Hersteller und brachte die ersten VM-Tonabnehmersysteme mit Doppelmagnet unter eigenem Patent auf den Markt. Das Unternehmenskapital stieg im selben Jahr von anfänglich 1 Million Yen auf 18 Millionen Yen.

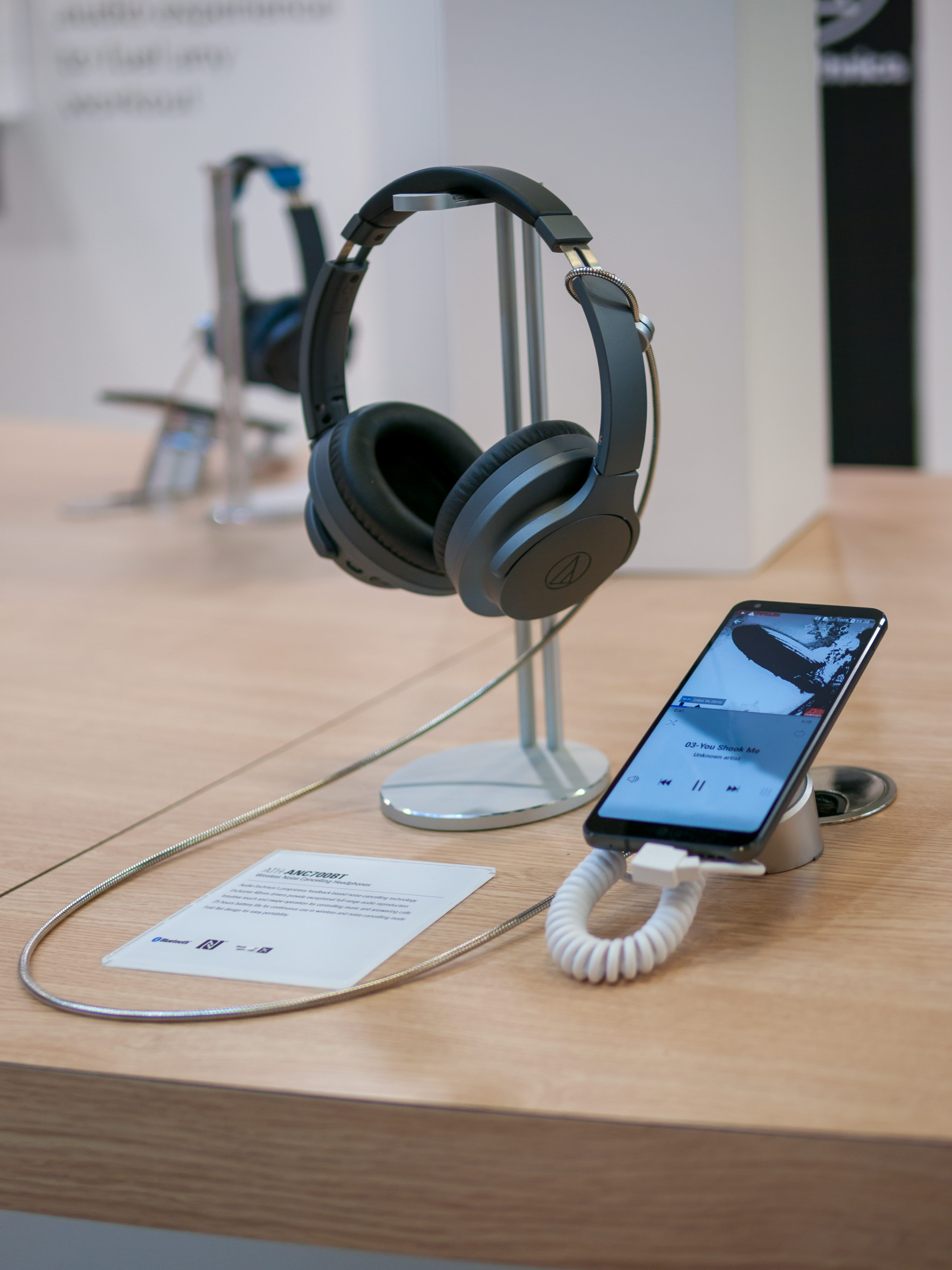
Geräuschreduzierender Audio-Technica-Bluetooth-Kopfhörer auf der IFA 2018

Mit dem AT-700 präsentierte das Unternehmen 1974 seine erste Stereokopfhörer-Serie und erhielt im selben Jahr beim Stereo Components Grand Prix in der Kategorie „Tonabnehmersysteme“ die höchste Auszeichnung für das AT-15E VM-Tonabnehmersystem. Weltweit wurde das System mit weiteren Auszeichnungen geehrt. In den 1970er Jahren stellte Audio-Technica für 40 verschiedene Firmen Tonabnehmer her.
1985 erfolgte die Markteinführung der UniPoint Serie, die damals weltweit kleinsten fest installierten Miniaturmikrofone für den Konferenzbereich. Im darauf folgenden Jahr präsentierte Audio-Technica das Grenzflächenmikrofon AT871. Die Einführung der CD in den 1980er Jahren begleitete das Unternehmen mit der Produktion von Laser-Abtastern. 1987 präsentierte Audio-Technica das optische Digitalkabel AT6195 PCF. 1990 wurde Audio-Technica mit der Installation von Laser-Kollimatoren mit sichtbarem Laserstrahl im nationalen Funk-Observatorium Nobeyama des National Astronomical Observatory of Japan beauftragt. 1993 wurde Hideo Matsushita zum Vorstandsvorsitzenden ernannt. Sein Amt als Präsident übernahm Kazuo Matsushita. Produkte des Unternehmens kamen bei mehreren Olympischen Spielen zum Einsatz.

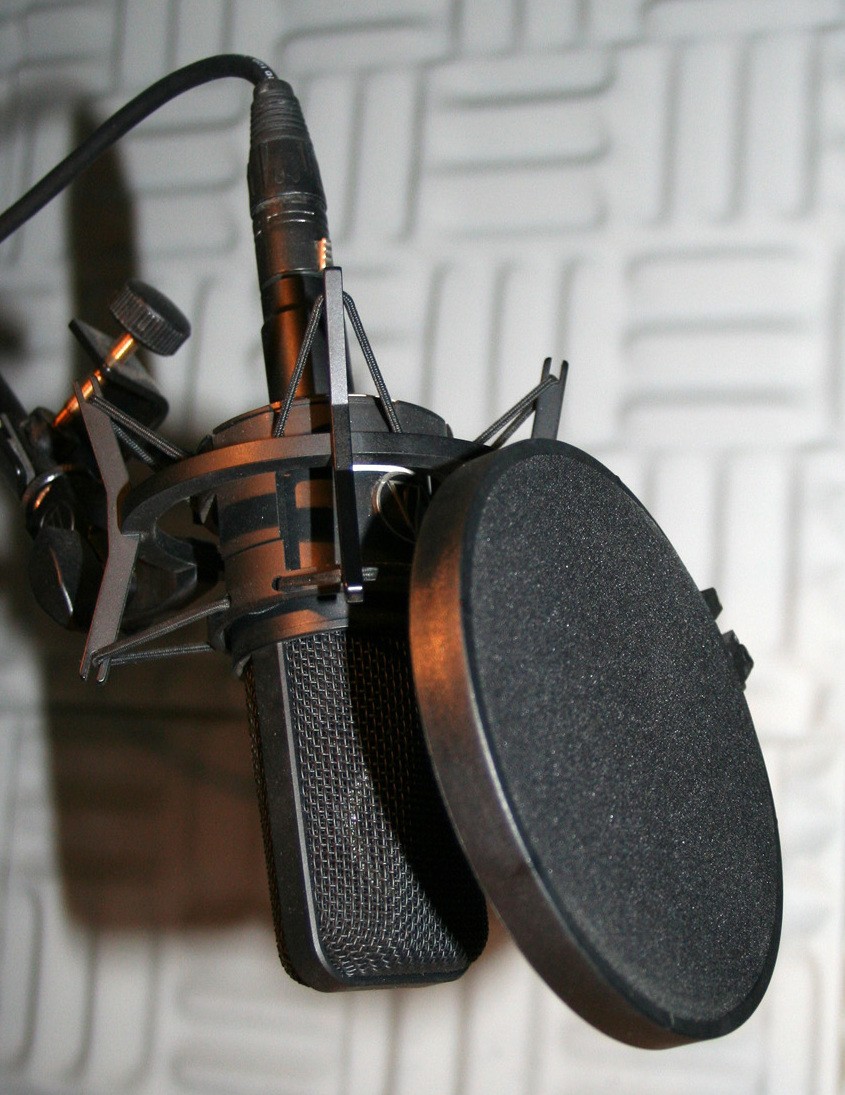
Audio-Technica Studiomikrofon

1998 brachte Audio-Technica das Vakuum-Röhren-Kondensatormikrofon AT4060 für den Tonstudio-Einsatz auf den Markt und stellte 1999 das Adaptive-Array-Mikrofon AT895 vor – ein DSP-gesteuertes Mikrofonfeld („array“) aus fünf Elementen für eine adaptive, gerichtete Aufnahme. 2003 wurde das AT3060 eingeführt, ein Röhrenmikrofon mit Phantomspeisung und Nieren-Richtcharakteristik, das ausschließlich über eine 48 V DC-Phantomspeisung betrieben wird. 2004 wurde das  Studiokondensatormikrofon AT2020 mit Richtcharakteristik Niere eingeführt.
2005 entwickelte Audio-Technica weltweit als erster Hersteller UniGuard mit dreizehn Patenten, ein Gesamtsystem zum Schutz vor Hochfrequenzstörungen, das sich auf jeden einzelnen Aspekt der Entwicklung und Fertigung der Produktlinien Engineered Sound und UniPoint von Audio-Technica im Bereich der Miniaturkondensatormikrofone zur Festinstallation auswirkt.
Zwei Jahre später, 2007, stellte das Unternehmen den ATH-ANC7 QuietPoint Noise-Cancelling-Kopfhörer vor, der Umgebungsgeräusche um bis zu 85 % reduziert. Außerdem wurde die SpectraPulse-Technik präsentiert, eine neuartige Anwendungsmethode der Ultra-Breitbandtechnik in der drahtlosen Übertragung (UWB). Das SpectraPulse UWB-Mikrofonsystem umgeht den zunehmend überlasteten Funkfrequenzengpass für ein klar verständliches Audiosignal, ohne dabei bekannte Leistungs- und Konfigurationsschwierigkeiten üblicher Funksysteme zu haben.

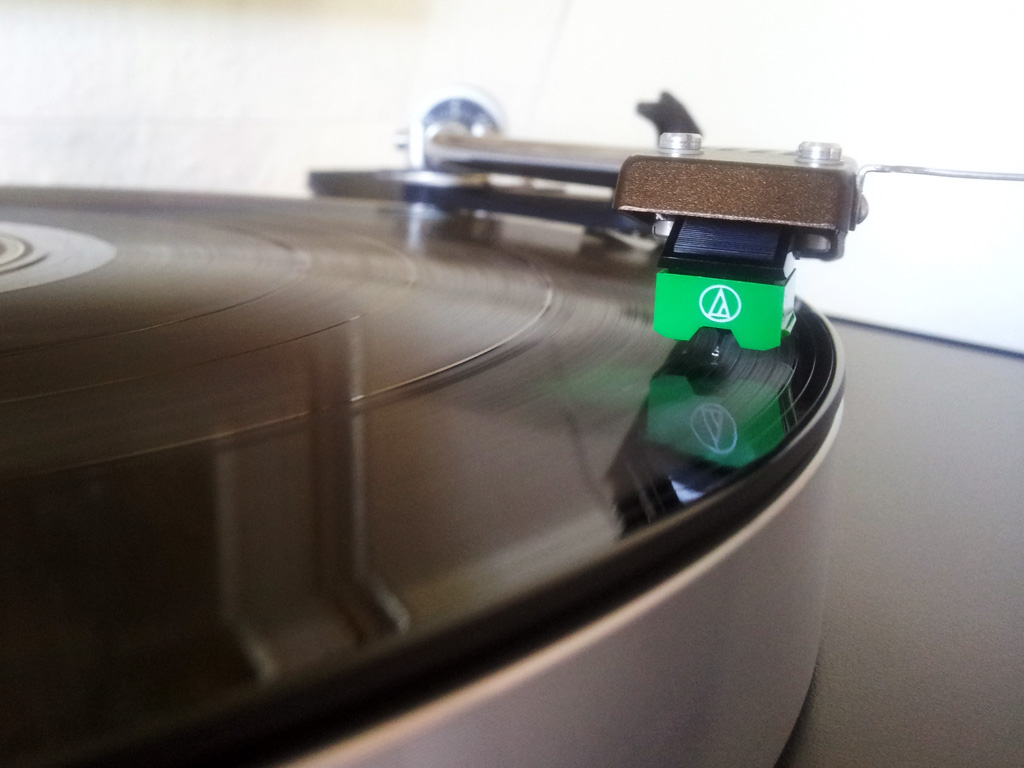
Ein AT-95E an einem Linn-Plattenspieler

Audio-Technicas SpectraPulse®-Ultra-Breitband-System wurde für herausragende Leistung in der Kategorie „Funktechnik“ bei den 24. Annual Technical Excellence & Creativity Awards (TEC) im Jahr 2008 geehrt. Im selben Jahr feierte Audio-Technica auch sein 20-jähriges Jubiläum der Ausstattung von Präsidentschaftsdebatten mit seinen Mikrofonlösungen. 2009 stellte das Unternehmen seine ersten Bändchenmikrofone AT4080 und AT4081 vor. Die neue 40er-Mikrofonserie von Audio-Technica wurde von der MetAlliance zertifiziert.
2019 löste Audio-Technica den Magnet-Tonabnehmer AT-95 nach 38 Jahren und über fünf Millionen Exemplaren durch das  Modell VM95 ab.

## Standorte
Die Hauptverwaltung und Produktionsanlage von Audio-Technica ist seit 1963 in Naruse/Machida in der Nähe von Tokio. 1982 wurde die neue Unternehmenszentrale in Machida, Tokio fertiggestellt. Von dort aus werden Marketing und Vertrieb für Japan koordiniert. 1971 wurde in Akron, Ohio die amerikanische Niederlassung, Audio-Technica U.S. Inc. gegründet, zuständig für Marketing und Vertrieb für USA, Kanada, Mexiko, Karibik, Mittel- und Südamerika. In Europa ist das Unternehmen mit drei Niederlassungen vertreten: Leeds (1978), Wiesbaden (1999) und Paris (2009). Von hier aus werden Marketing und Vertriebsaktivitäten für Europa, Afrika und den Nahen Osten koordiniert. Weitere Standorte gibt es in Taiwan (1988) und Singapur (1996). Seit 2010 gibt es eine weitere Niederlassung in Budapest.